# برايان ديمبسي
برايان ديمبسي هو شخصية أعمال ومدرب كرة قدم ولاعب كرة قدم وسياسي بريطاني، ولد في 1947.